# گامبلارا
گامبلارا (به ایتالیایی: Gambellara) یک کومونه در ایتالیا است که در استان ویچنزا واقع شده‌است. گامبلارا ۱۲ کیلومتر مربع مساحت و ۳٬۴۱۹ نفر جمعیت دارد و ۷۰ متر بالاتر از سطح دریا واقع شده‌است.